# Lierval
Lierval is een gemeente in het Franse departement Aisne (regio Hauts-de-France) en telt 116 inwoners (2009). De plaats maakt deel uit van het arrondissement Laon.

## Geografie
De oppervlakte van Lierval bedraagt 3,8 km², de bevolkingsdichtheid is dus 30,5 inwoners per km².
De onderstaande kaart toont de ligging van Lierval met de belangrijkste infrastructuur en aangrenzende gemeenten.

## Demografie
Onderstaande figuur toont het verloop van het inwonertal (bron: INSEE-tellingen).
Vanwege een beveiligingsprobleem met de MediaWiki Graph-software is het momenteel niet mogelijk deze grafiek weer te geven. Zodra de software is bijgewerkt zal de grafiek vanzelf weer zichtbaar worden.